# 鳴神社

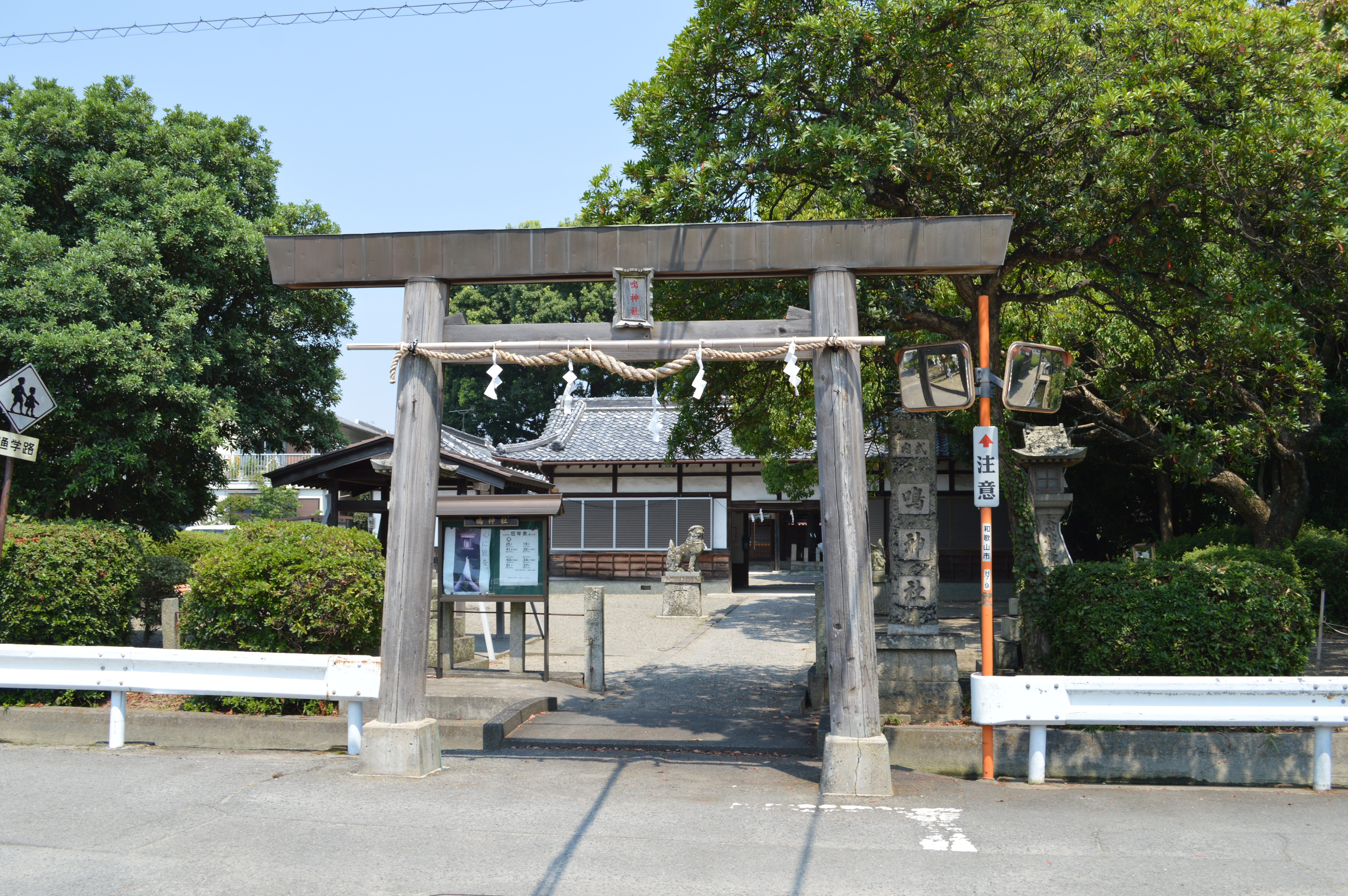
鳥居

鳴神社（なるじんじゃ）は、和歌山県和歌山市鳴神にある神社。式内社（名神大社）で、旧社格は村社。

## 祭神
現在の祭神は次の3柱。
- 速秋津彦命 （はやあきつひこのみこと） - 左殿（向かって右殿）。
- 速秋津姫命 （はやあきつひめのみこと） - 左殿（向かって右殿）。
- 天太玉命 （あめのふとだまのみこと） - 右殿（向かって左殿）。忌部氏祖神。

祭神2柱は水戸の神（港の神）である。古くは延享3年（1746年）の『南紀神社録』において、速秋津彦・速秋津姫の2神を祭神とすると見える。しかしこれ以前の『南紀名勝志』には未詳とあり、江戸時代初期には祭神が未詳の状態であったと見られている。
その後『紀伊続風土記』では、『延喜式』での鳴神社祭神が一座であることから速秋津彦・速秋津姫の2神祭神説を疑問視し、天太玉命を祭神とする説を掲げた。この推測は当地周辺を『和名類聚抄』に見える「忌部郷」の地に比定する説に基づくもので、同記では当地に居住した忌部氏（紀伊忌部）がその祖神・天太玉命を祀ったかという。加えて同記では、荒廃していた鳴神社が享保4年（1719年）に再興された際、速秋津彦・速秋津姫の2神に考定されたかという。ただし、紀伊忌部は天太玉命を祖とする忌部首の一族ではなく紀国造の一族であり、彦狭知命がその祖神であると『古語拾遺』にある。また、紀国造の祖・多久豆魂命の別名である天石門別命の父が天雷命という鳴神（雷神）とされ、『古屋家家譜』や『神別系譜』の大伴氏系図では天雷命に「紀伊国名草郡鳴神社（是也）」とある。
天太玉命説に基づき、平成8年（1996年）に忌部氏の本拠地である天太玉命神社（奈良県橿原市忌部町）から改めて天太玉命の分霊が勧請され、本殿に合祀された。

## 歴史

### 創建
『紀伊名所図会』の引く社伝によれば、孝安天皇（第6代）の頃、名草郡の治水のために水門神である速秋津日古命を祀るよう託宣があり、それによって祀られたのが鳴神社の創建であるという。社名「鳴」は、『紀伊続風土記』で「鳴水」「鳴滝」という谷から流れる水の意と推測されたように、川に関連した名であるとされる。
一方、承平年間（931年-938年）頃の『和名類聚抄』では、名草郡の郷として「忌部（いんべ）」の記載が見える。これは鳴神社南方の和歌山市井辺（いんべ）付近に比定されており、一帯は紀伊の忌部氏（紀伊忌部）の本貫地であったとされる。また同書において「忌部」の次に「誰戸」の記載が見えるが、これは「神戸」の誤記で、「忌部神戸」すなわち忌部神の神戸（神社付属の民戸）を意味するとされる。関連して『新抄格勅符抄』大同元年（806年）牒では、忌部神の神戸20戸のうち紀伊国に10戸の記載が見える。鳴神社には『延喜式』四時祭相嘗祭条の「酒稲50束、神税」の記載から神戸があったことが確かであることから、これらの忌部神戸は鳴神社に付属したと見られ、鳴神社は紀伊忌部の氏神として奉斎されたと考えられている。またこれらの神戸は、鳴神社の鎮座する和歌山市鳴神周辺に分布したと推測される。
なお『古語拾遺』では、紀伊忌部は彦狭知命の後裔であり、名草郡御木郷・麁香郷（いずれも『和名抄』なし）の2郷に居住して材木の貢納、宮殿・社殿造営を担ったと記されている。

### 概史
国史では貞観元年（859年）に従五位下勲八等から従四位下勲八等の神階昇叙の記事が記載されている。
『延喜式』神名帳では紀伊国名草郡に「鳴神社 名神大 月次相嘗新嘗」として、名神大社に列するとともに月次祭・相嘗祭・新嘗祭で幣帛に預かった旨が記載されている。紀伊国に名神大社は多いが、三祭で奉幣を受けたのは鳴神社と日前神社、国懸神社、伊太祁曽神社の4社のみであった。この4社については『令集解』神祇令でも「日前・国県須・伊太祁曽・鳴神」として、11月上卯の日の相嘗祭に際して奉幣社に列した旨の記載が見える。
永禄3年（1048年）の収納米帳では、鳴神社田3段340歩が見える。また『紀伊国神名帳』では「正一位 鳴大神」と記載されている。
天正13年（1585年）、豊臣秀吉による紀州征伐での太田城水攻めに際して、鳴神社含め付近は大いに荒廃したという。享保4年（1719年）に社殿の造営がなされ、神田5反が寄進された。
明治6年（1873年）に近代社格制度では村社に列した。明治40年（1907年）、神社合祀令に伴い近隣にあった式内社の堅真音神社・香都知神社を境内に合祀した。

### 神階
- 六国史における神階奉叙の記録
  - 貞観元年（859年）1月27日、従五位下勲八等から従四位下勲八等 （『日本三代実録』） - 表記は「鳴神」。
- 六国史以後
  - 正一位 （『紀伊国神名帳』） - 表記は「鳴大神」。

## 境内
本殿は2殿からなる。右殿（向かって左殿）に天太玉命が、左殿に速秋津彦命・速秋津姫命が祀られている。

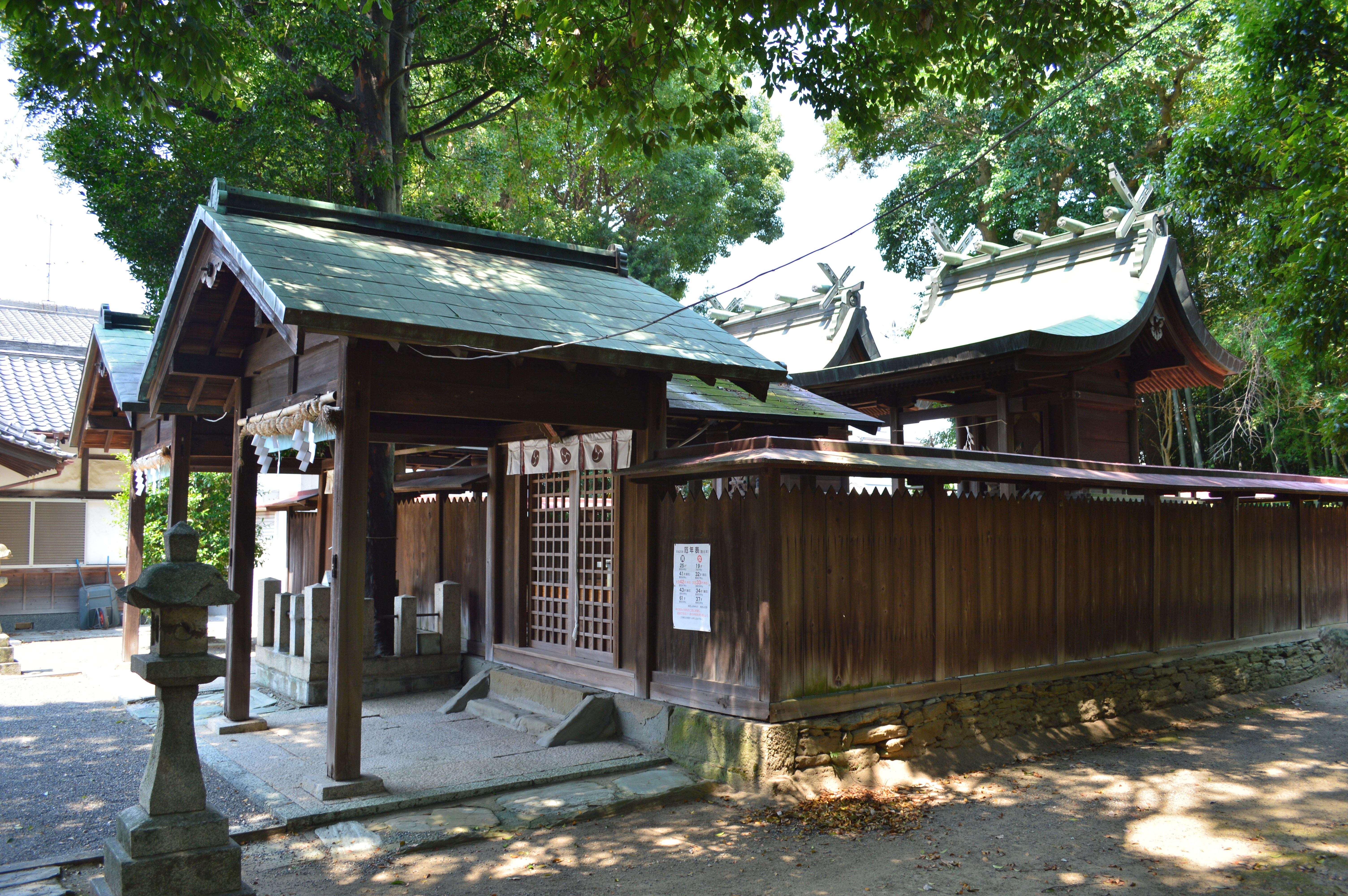
本殿
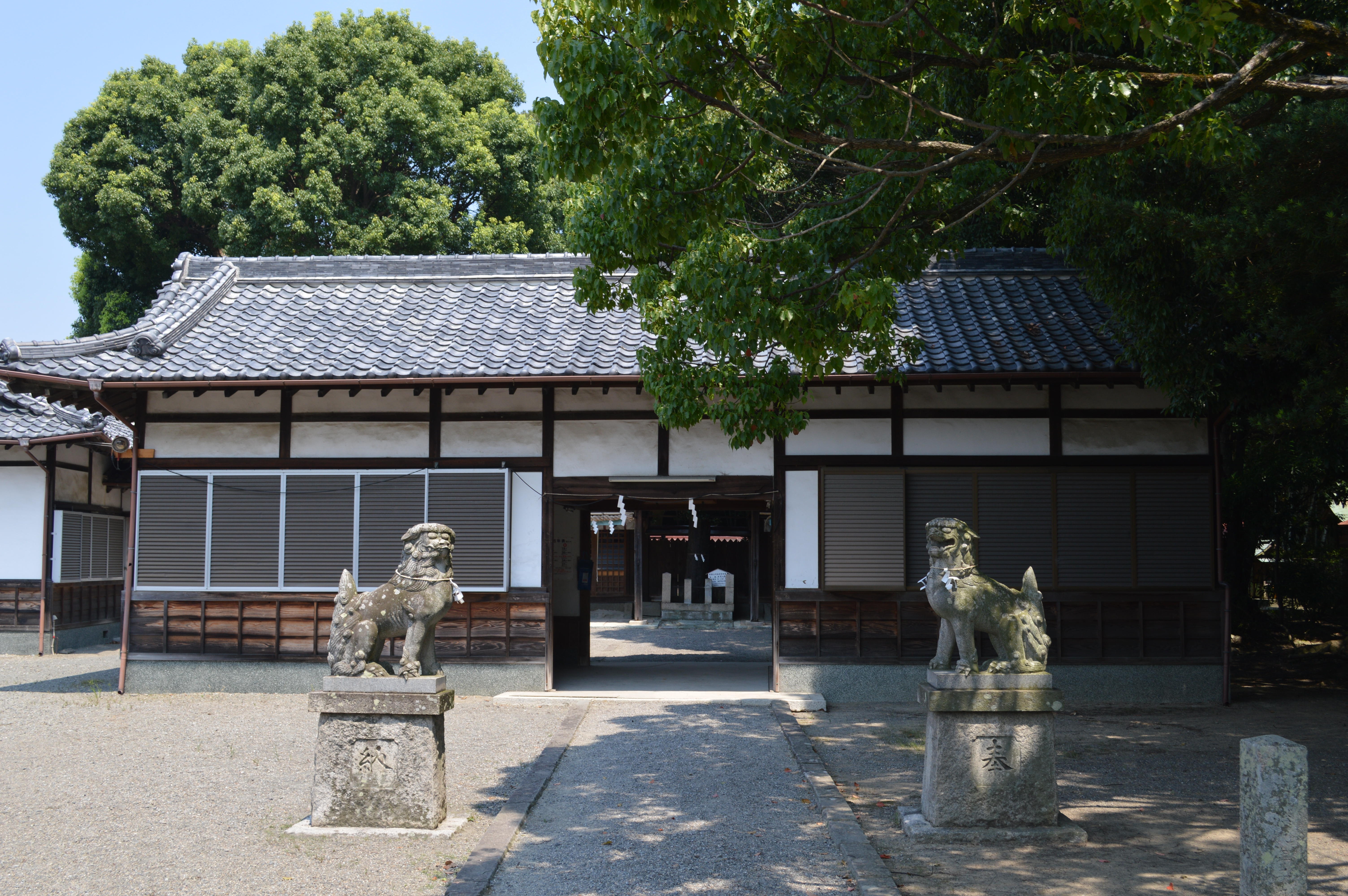
拝殿

## 摂末社

### 堅真音神社
堅真音神社（かたまおとじんじゃ、堅眞音神社）は、鳴神社の境内社で式内社。旧社格は村社。現在は香都知神社と一社に併祀されている。
祭神は次の1柱。
- 神吾田鹿葦津姫命 （かみあだかあしつひめのみこと）[9]
木花咲耶姫命の別名。

国史では、貞観元年（859年）に従五位上の神階に叙せられ、貞観7年（865年）に官社に列し、貞観8年（866年）に従四位下に叙せられた旨の記載が見える。
『延喜式』神名帳では紀伊国名草郡に「堅真音神社」と記載されて式内社に列しているほか、『紀伊国神名帳』にある「正一位 有真音大神」は堅真音神社に比定される。関連して『和名類聚抄』では名草郡の郷として「有真（ありま）」の記載が見え、和歌山市鳴神付近に比定されている。
堅真音神社は、元は鳴神社の東北約300メートルの地に鎮座した。故地には「堅真音神享保甲辰」として、甲辰年の享保9年（1724年）の銘と見られる碑が建てられている。
明治7年（1874年）4月、近代社格制度において村社に列した。明治40年（1907年）の神社合祀令に伴い鳴神社境内に移転。その後和歌山市神前に分霊が勧請され、社殿が再建された（現・堅真音神社、北緯34度12分50.79秒 東経135度12分9.45秒 / 北緯34.2141083度 東経135.2026250度）。
なお神階は次の通り。
- 六国史における神階奉叙の記録（表記はいずれも「堅真音神」）
  - 貞観元年（859年）5月26日、正六位上から従五位上 （『日本三代実録』）
  - 貞観7年（865年）5月17日、官社に列す （『日本三代実録』）
  - 貞観8年（866年）閏3月13日、従五位上から従四位下 （『日本三代実録』）
- 六国史以後
  - 正一位 （『紀伊国神名帳』） - 表記は「有真音大神」。

### 香都知神社
香都知神社（かつちじんじゃ）は、鳴神社の境内社で式内社。旧社格は村社。現在は堅真音神社と一社に併祀されている。
祭神は次の1柱。
- 軻遇突知命 （かぐつちのみこと）[9]

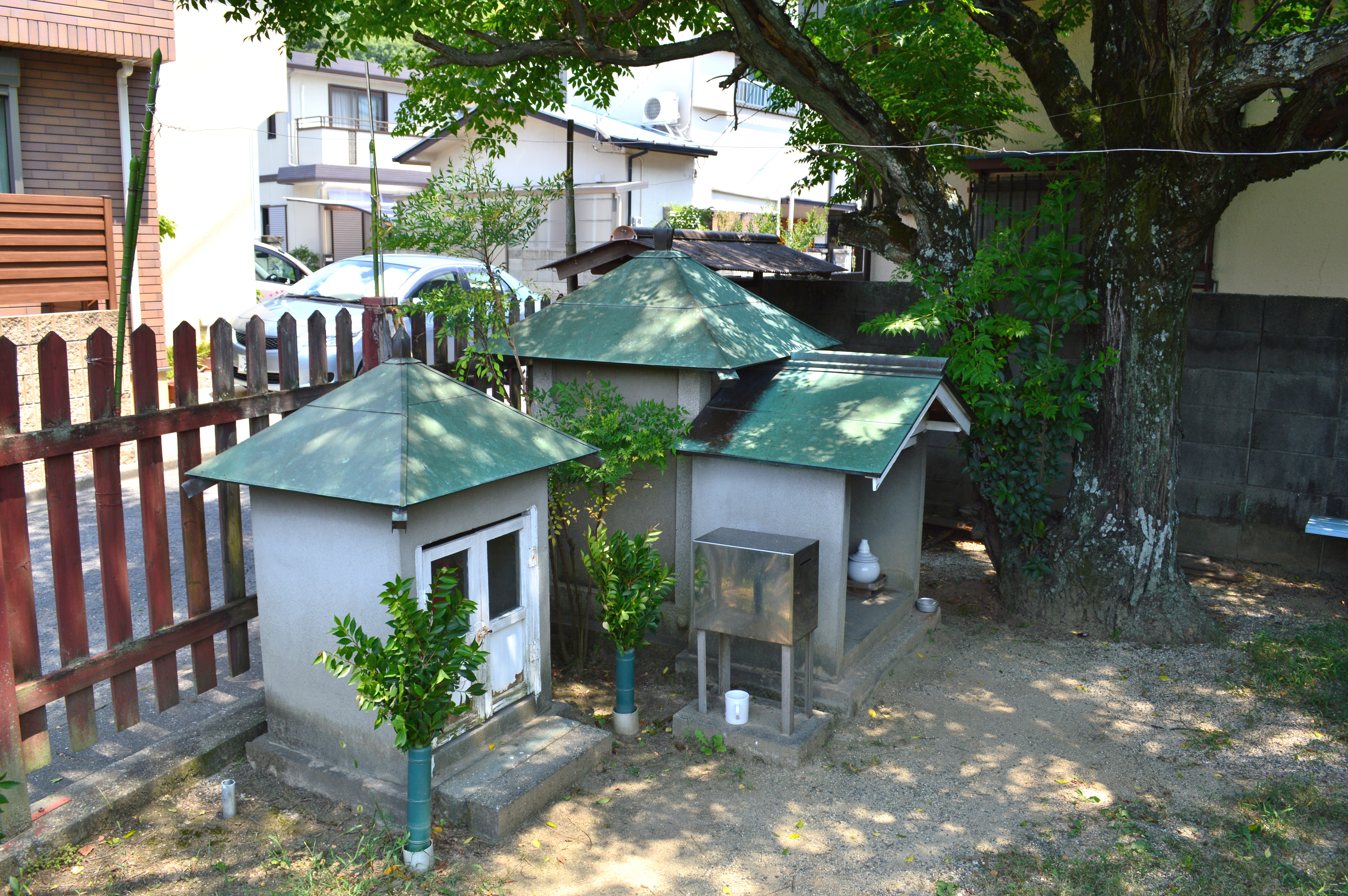
逆松社（和歌山市鳴神）
香都知神社旧鎮座地。

『延喜式』神名帳では紀伊国名草郡に「香都知神社」と記載されて式内社に列しているが、写本によっては「鳴神末社」と注記されている。また『紀伊国神名帳』では「従四位上 香都知神」と記載されている。
香都知神社は、元は鳴神社の東北約200メートルの地に鎮座した（現在は小祠の逆松社が鎮座、北緯34度13分44.05秒 東経135度12分52.10秒 / 北緯34.2289028度 東経135.2144722度）。紀州征伐の兵火により江戸時代初期には荒廃していたとされる。故地には「香都知神慶安庚寅」として、庚寅年の慶安3年（1650年）の銘と見られる碑が建てられている。延享3年（1746年）の『南紀神社録』では香都知神社に関して「無宝殿建石碑」と記載されている。
明治6年（1873年）4月、近代社格制度において村社に列した。明治40年（1907年）の神社合祀令に伴い鳴神社境内に移転。
なお神階は次の通り。
- 六国史以後
  - 従四位上 （『紀伊国神名帳』） - 表記は「香都知神」。

### その他

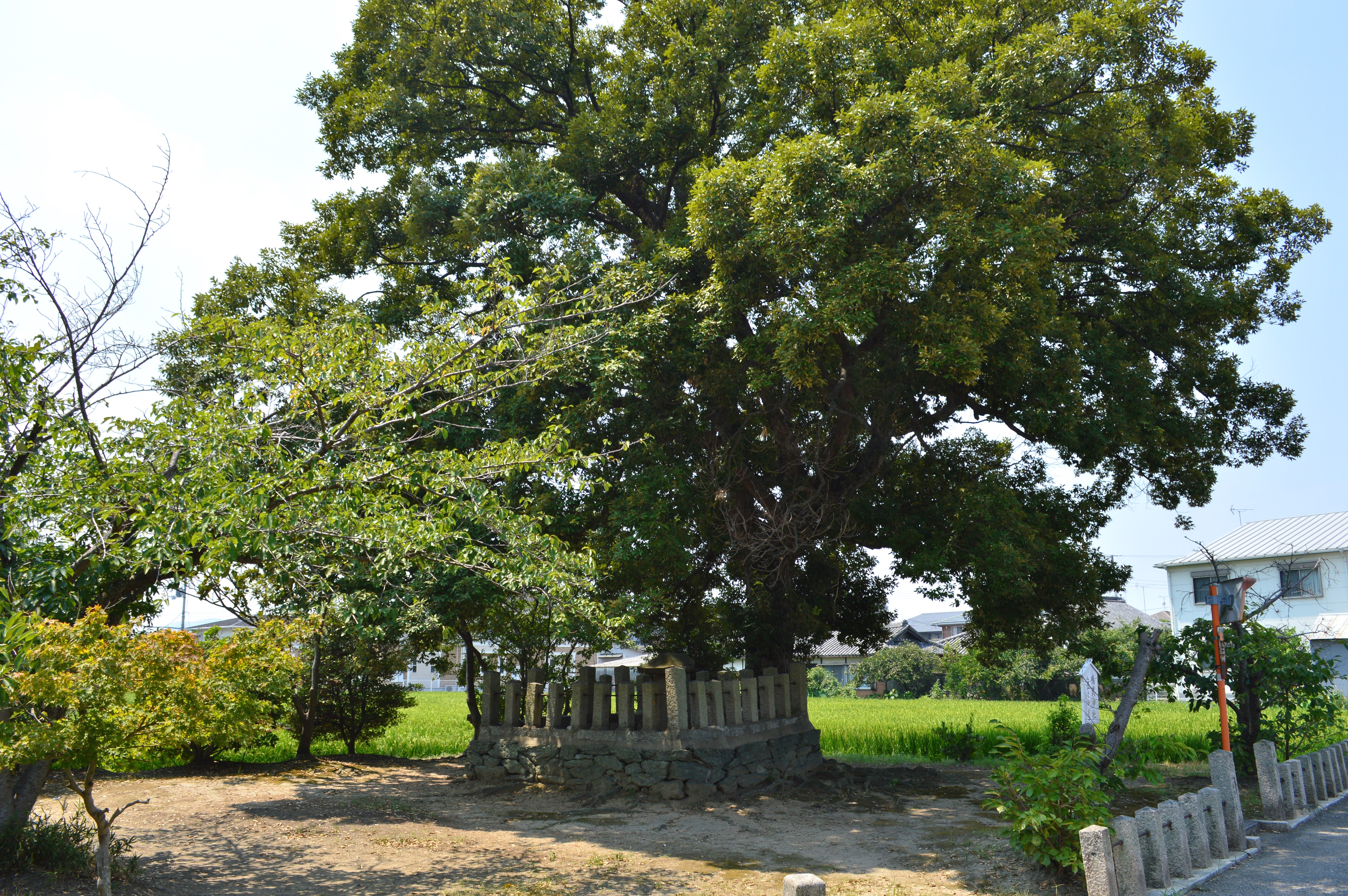
鳴武神社

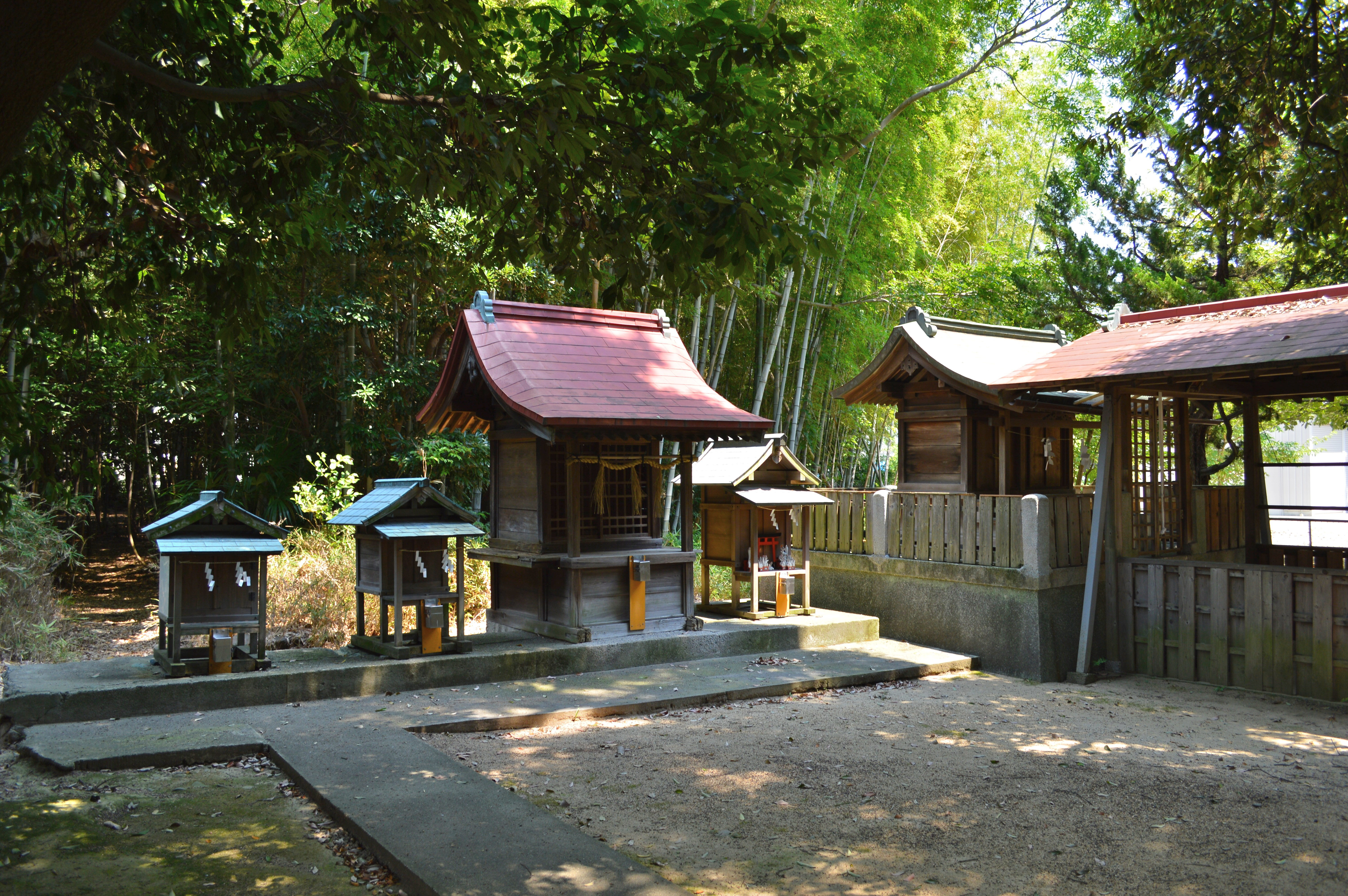
境内社
- 天照大神宮[13]
- 春日社
- 夢神社
- 稲荷社

境外社
- 鳴武神社（なるたけじんじゃ）
別称を「壺御前（つぼのごぜん）」[1]。鳴神社の鳥居前に鎮座する。祭神の鳴武大明神は百済の耆闍大王の第4王女であるといい、5世紀頃に百済から紀伊国に渡来して酒造を伝えたという[1]。現在は石祠が残るのみであるが、古くは社殿があった[1]。

## 現地情報
所在地
- 和歌山県和歌山市鳴神1089

交通アクセス
- 和歌山電鐵（わかやま電鉄）貴志川線 日前宮駅（徒歩約12分）
- 和歌山バス JR和歌山駅東口から鳴神線90・94系統 鳴神住宅前（徒歩約5分）

周辺
- 日前神宮・國懸神宮
- 鳴神貝塚 - 国の史跡。